# Березово (Новокузнецький район)
Бере́зово (рос. Берёзово) — село у складі Новокузнецького району Кемеровської області, Росія. Входить до складу Загорського сільського поселення.

## Населення
Населення — 365 осіб (2010; 353 у 2002).
Національний склад (станом на 2002 рік):
- росіяни — 95 %